# Egmond-Binnen
Egmond-Binnen (nizozemska izgovorjava: [ˌɛxmɔndˈbɪnə(n)]) je vas v nizozemski provinci Severna Holandija. Je del občine Bergen in leži približno 8 km jugozahodno od Alkmaarja.

## Zgodovina
Vas je bila prvič omenjena leta 922 kot Ekmunde. Etimologija ni znana. Misijonar Adalbert Egmondski je ustanovil kapelo blizu Egmond-Binnena in tam okoli leta 740 umrl. Leta 922 je bila na tem mestu ustanovljena benediktinska opatija Egmond in okoli nje se je razvilo naselje. Opatija je bila leta 1573 izropana in delno uničena.  Plen je bil uporabljen za financiranje ustanovitve Univerze v Leidnu. Leta 1789 se je porušil južni stolp, preostali pa so prodali za rušenje. 
Nizozemska reformirana cerkev je bila zgrajena leta 1836 na nekdanjem severnem stolpu opatije. Med letoma 1914 in 1956 so cerkev zgradili in prizidali stolp. Leta 1933 je bil v Egmond-Binnenu zgrajen nov samostan, ki so ga leta 1950 povzdignili v opatijo. 
Egmond-Binnen je bil leta 1840 dom 915 prebivalcev. Bila je ločena občina do leta 1978, ko se je združila z Egmond aan Zee in Egmond aan den Hoef v novo občino Egmond. Egmond pa je bil 1. januarja 2001 združen v Bergen.

## Galerija
- Hiše v Egmond-Binnen
- Nova opatija
- Rože v bližini Egmond-Binnena